# 纹果杜茎山
纹果杜茎山（学名：Maesa striata var. opaca）为紫金牛科杜茎山属下的一个变种。

## 扩展阅读
- 維基物種上的相關：纹果杜茎山